# Владимир Пяст
Владѝмир Алексѐевич Пяст (на руски: Владимир Алексеевич Пяст) е руски поет, писател и литературен критик.
Роден е на 1 юли (19 юни стар стил) 1886 година в Санкт Петербург в благородническо семейство. Рождената му фамилия е Пестовски, но по-късно започва да използва псевдонима Пяст – препратка към претенцията на рода му да произлиза от полската кралска династия на Пястите. Публикува първите си стихове през 1900 година. Завършва филология в Санктпетербургския университет, като още като студент участва активно в руското движение на символизма. Противник на болшевишката власт, той скъсва дългогодишното си приятелство с поета Александър Блок, заради негови пропагандни стихове от началото на 1918 година. С налагането на тоталитарния режим в страната произведенията му не се публикуват и той се прехранва с преводи, като има и проблеми с психичното здраве. През 1930 – 1933 година е каторжник в Архангелск и Кадников, а след това до 1936 година е интерниран в Одеса.
Владимир Пяст умира от рак на белия дроб (според някои източници се самоубива) на 19 ноември 1940 година в Голицино.